# 20 000 złotych 1993 Kazimierz IV Jagiellończyk
20 000 złotych 1993 Kazimierz IV Jagiellończyk – okolicznościowa moneta o nominale dwadzieścia tysięcy złotych, wprowadzona do obiegu 16 grudnia 1993 r. zarządzeniem z 23 listopada 1993 r. (M.P. z 1993 r. nr 61, poz. 555), wycofana z dniem denominacji z 1 stycznia 1995 r., rozporządzeniem prezesa Narodowego Banku Polskiego z dnia 18 listopada 1994 r. (M.P. z 1994 r. nr 61, poz. 541).
Moneta została wybita w ramach serii tematycznej Poczet królów i książąt polskich.

## Awers
W centralnym punkcie umieszczono godło – orła w koronie, po bokach orła rok „1993”, dookoła napis „RZECZPOSPOLITA POLSKA”, na dole napis „ZŁ 20000 ZŁ”, pod łapą orła znak mennicy w Warszawie, całość otoczona perełkami.

## Rewers
Na tej stronie monety znajduje się popiersie Kazimierza Jagiellończyka, dookoła napis „KAZIMIERZ IV JAGIELLOŃCZYK 1447–1492”, z lewej strony nad ramieniem monogram projektantki.

## Nakład
Monetę bito w Mennicy Państwowej, w miedzioniklu, na krążku o średnicy 29,5 mm, masie 10,8 grama, z rantem ząbkowanym, w nakładzie 1 500 000 sztuk, według projektu Ewy Tyc-Karpińskiej.

## Opis
Okolicznościowa moneta o nominale 20 000 złotych z Kazimierzem IV Jagiellończykiem należy do serii tematycznej monet obiegowych z wizerunkiem okolicznościowym − poczet królów i książąt polskich, składającej się w sumie z 23 monet o różnych nominałach, w tym z:
- 6 monet o nominale 50 złotych (okres PRL),
- 4 monet o nominale 100 złotych (okres PRL),
- 1 monety o nominale 500 złotych (okres PRL),
- 1 monety o nominale 10 000 złotych (okres przeddenominacyjny III RP),
- 2 monet o nominale 20 000 złotych (okres przeddenominacyjny III RP),
- 9 monet o nominale 2 złote (okres podenominacyjny III RP).

Seria ta była emitowana przez Narodowy Bank Polski w latach 1979−2005.

## Powiązane monety
Z identycznym rysunkiem rewersu Narodowy Bank Polski wyemitował:
- monetę kolekcjonerską z roku 1993, w srebrze Ag750, o nominale 200 000 złotych, średnicy 32 mm, masie 16,5 grama, z rantem gładkim,
- monetę kolekcjonerską z roku 2003, w złocie Au900, o nominale 100 złotych, średnicy 21 mm, masie 8 gramów, z rantem gładkim.

## Wersje próbne
Istnieje wersja tej monety należąca do serii próbnej w niklu, wybita w nakładzie 500 sztuk.